# Camille Pert
Camille Pert, de son vrai nom Louise-Hortense Grille, dite Rougeul est une femme de lettres française, née à Lille le 22 mai 1863 et morte à La Seyne-sur-Mer dans le département du Var le 22 mars 1952. Elle apparaît comme un esprit progressiste et féministe pour son époque.

## Biographie
Camille Grille bien que née à Lille est d’une famille originaire d’Angers. Femme d’influence, Camille Pert écrivait dans de nombreuses publications (L’Illustration, L’Écho de Paris, Le Journal, Le Matin, Le Petit Parisien) et était membre de la Société des gens de lettres. Elle éditait aussi un bimestriel destiné aux écrivains et aux artistes : L’informateur des Gens de Lettres.
Elle a été la seule femme à participer à l’ouvrage en quatre volumes dirigé par Edmond Perrier en 1908-1910 sur la condition féminine.
Inscrite dans son époque, Camille Pert questionnait l’institution du mariage et la situation de dominées des femmes, filles soumises à la famille, épouses soumises à leur époux puis mères dévouées à leurs enfants. Sa revendication de liberté est mise en scène dans ses romans, particulièrement dans la séries de Cady que l’on suit de sa jeunesse à son remariage en passant par un premier mariage et un divorce sans exclure une part de bisexualité que l’on retrouve dans les amours saphiques des Florifères en même temps que s’amorce une réflexion sur la maternité et l’importance des enfants.
Ses œuvres sont évidemment déconseillées par les esprits conservateurs et catholiques : « Camille Pert, de son nom véritable Louise-Hortense Rougeul, née Grille, romancière à thèses. Ses romans très hardis roulent sur les questions sociales, ou la psychologie conjugale ; ils défendent, au nom de la morale indépendante, les droits de la femme ». Alors que d’autres soulignent la littérature de classe des milieux riches de la Belle Époque et affirment que ces romans « sur quelques hystériques mondaines où se complaisent Mme Camille Pert et Léon Daudet sont des œuvres presbytes, à signification locale et passagère ».

Cependant Camille Pert marque bien une période du féminisme à travers ses textes et son activité dans les cercles progressistes. Elle s’affirme clairement favorable à une consécration légale de l’union libre par simple déclaration en mairie de l’union ou de la rupture du couple :

« Ma conviction est que l'amour, pas plus que l'amitié, ne doit être légiféré, sauf en ses résultats : les enfants. Selon moi, le mariage a fait son temps et disparaîtra à une époque plus ou moins rapprochée. Au contraire, tout est à créer en ce qui concerne la législation des devoirs des parents vis-à-vis de leurs enfants, et des droits pressants et rigoureux de ceux-ci. »

Ses nombreux romans centrés sur la condition des femmes ont rencontré un succès notable au début du XXe siècle, notamment quand ils exploitaient le thème du mariage et du divorce, sujet de société important à l’heure où la loi rétablissait en 1884 le divorce. On peut citer la série des Cady : La Petite Cady, 1909, Cady mariée, 1911, (tirée à plus de 35 000 exemplaires), Le divorce de Cady, 1914 et Cady remariée, 1926, ainsi que des titres comme Le bonheur conjugal en 1905.

## Postérité
Son portrait est conservé au musée Carnavalet à Paris.

## Œuvres
- Vénale, mœurs modernes, 1892
- Amoureuses, 1895
- Amante (3e mille), 1896
- Le Frère. Préface de Francisque Sarcey, 1896
- La Camarade, 1897
- Les Florifères, 1898
- Leur égale, 1899
- Mariage rêvé..., 1900
- Charlette, 1901
- En anarchie, roman, 1901
- Nos amours, nos vices, 1902
- La Loi de l’amour, 1903
- Le Dernier cri du savoir-vivre, guide pratique de bonne éducation et de parfaite connaissance du monde suivant les usages les plus modernes…, 1904
- Le Bonheur conjugal, 1905
- L’Amour vengeur, roman, 1906
- Les Amours perverses de Rosa Scari, 1907
- L’Autel, 1907
- Une liaison coupable, roman, 1907
- La Petite Cady, 1909 (1914)[12]
- Le travail de la femme (dans La femme dans la nature, dans les mœurs, dans la légende, dans la société : tableau de son évolution physique & psychique. Tome IV), 1910
- Mirage de bonheur…, 1910
- Cady mariée, roman, 1911 (35e mille en 1913)
- Le Divorce de Cady, roman, 1914
- Georges à Paris, roman, 1917
- Mystérieux mensonge, roman, 1917
- Passionnette tragique, roman, 1918
- Cady remariée, roman, 1926
- Lucie, jolie fille, roman (5e mille), 1927